# 貴穀賤金
貴穀賤金（きこくせんきん）は、江戸時代の経済思想の一つで、金よりも米穀を重んじるべきとする思想である。物価安定のための所謂経世論の一つとして用いられる。

## 概要
「貴穀賤金」という語句は、佐藤信淵の「物価余論簽書」に大久保一翁が題したもので、佐藤による造語ではない。佐藤は「貴金賤穀の弊」という語句は用いたが、「賤金貴穀」という語句は用いていない。そして賤金貴穀を唱えたのは佐藤が最初ではない。
最初に「賤金貴穀」を唱えた人物は、熊沢蕃山である。熊沢は、その『集義外書』に
と言い、徹底した形ではないが、いわゆる賤金貴穀の説を唱えた。
享保年間には、荻生徂徠・太宰春台も同じようなことを唱えた。
天明年間に、林子平は『海国兵談』八で、
と、明白に貴金賤穀の弊を論じた。
林は飢饉のことを言うが、実際は兵備の点から論じたものであり、佐藤の貴穀賤金論が物価の平準化を目的としているのとは異なる。佐藤は『物価余論』で、
と言い、高い米価を維持することを論じている。
井上四明は、『経済十二論』で、貴穀という節を設けて、
と論じて、熊沢の米遣いの説が実際には行なわれなかったことを嘆いた。
頼山陽は「通議」で次のように述べた。
賤金論者は上のような漢学者のみに限らない。たとえば本居宣長は「秘本玉くしげ」で、
として、貨幣取引に制限を加えるべきであるとした。本居は正物の取引を言い、貴穀論であるとは言いにくいが、賤金論ではある。
おしなべて江戸時代の漢学者・儒学者は、2つの社会制度の矛盾するとは言わないまでも、相両立したがいこと、貨幣経済が物品経済に戻りにくいことをおぼろげには感じていた。